# Barry Weingast
Barry Robert Weingast (* 1. září 1952, Los Angeles, Spojené státy) je americký ekonom a politolog, který působí jako odborný asistent na Hooverově institutu. Je členem Národní akademie věd a Americké akademie umění a věd. Ve svém výzkumu se Weingast zaměřuje na vztah mezi politikou a ekonomií, zejména ekonomickou reformou, regulací a politickým zakládáním trhů.

## Život
Narodil se v Los Angeles v Kalifornii. Po ukončení středoškolského studia pokračoval studiem na Kalifornské univerzitě v Santa Cruz, kde v červnu v roce 1973 získal titul B.A. z matematiky. S vysokoškolským studiem dále pokračoval v California Institute of Technology (na Kalifornském technologickém institutu) se zaměřením na ekonomii. V červnu roku 1978 zakončil doktorské studium svou diplomovou prací pod názvem „A representative legislature and regulatory agency capture“, v překladu „Zastoupení reprezentativního zákonodárného a regulačního orgánu“ a získal tak titul Ph.D. Weingast velice rozsáhle popsal problémy politického ekonomického rozvoje, federalismu a decentralizace, o právních institucích a právních systémech a o demokracii. Je spoluautorem konceptu Violence and Social Orders: A Conceptual Framework for Interpreting Recorded Human History, na kterém spolupracoval společně s Douglass C. North a John J. Wallis. Weingast získal také řadu ocenění, včetně William H. Riker Prize, the Heinz Eulau Prize (with Ken Shepsle), the Franklin L. Burdette Pi Sigma Alpha Award (with Kenneth Schultz), the James L. Barr Memorial Prize in Public Economics.

## Akademická kariéra
Po ukončení vysokoškolského studia se v roce 1977 stal odborným asistentem ekonomie na Washingtonské univerzitě ve státě St. Louis (zkratkou WUSTL). Působil zde jako vědecký pracovník v Centru pro studium amerického podnikání, v roce 1983 byl povýšen na docenta a krátce poté (v roce 1983) se stal profesorem. Během roku 1987 se Weingast přidal k Hooverovu institutu, kde nejprve působil jako vědecký pracovník a poté byl v roce 1990 povýšen na „senior fellow“, na jehož pozici působí dodnes . V roce 1988 se rozhodl opustit WUSTL,  přičemž přešel z ekonomie na politologii. V roce 1992  byl jmenován profesorem politologie na Stanfordově univerzitě, která mu v roce 1997 udělila jeho současnou pozici, rodinného profesora Warda C. Krebse.
Kromě vyučování politologie vedl Weingast od roku 1989 schůzky zaměřené na ekonomii na Stanfordově univerzitě a pracoval v několika institutech přidružených k Stanfordově univerzitě, včetně Stanfordova centra pro mezinárodní rozvoj, Stanfordova centra pro mezinárodní studia a Ústav pro životní prostředí Woods. Předtím působil jako zastupující profesor a učeň na Kalifornské univerzitě v Berkeley, Cornellově právní škole,  Virginijské právní škole a Vysoké škole bussinesu na Stanfordovy univerzitě. Weingast byl také od roku 1996 pracovníkem na Americké akademii umění a věd.
V minulosti působil na pozici předsedy a ředitele na Katedře politologie na Stanfordově univerzitě a také jako ředitel a prezident Mezinárodní společnosti pro novou institucionální ekonomii.  Je mimo jiné členem Americké ekonomické asociace, Americké politologické asociace a Asociace pro hospodářskou historii. Také je jedním z ředitelů představenstva amerických ekonomických a politologických deníků - Journal of Institutional and Theoretical Economics, Constitutional Political Economy, Journal of Policy Reform,  Public Choice and Business and Politics.

## Výzkum
Jeho výzkum se především zaměřuje na politickou ekonomii, novou institucionální ekonomii, regulaci a na aplikaci teorie racionální volby na právní, legislativní a ústavní instituce. Podle bibliografické databáze IDEAS/RePEc se B.R. Weingast řadí mezi 5% nejlepších ekonomů na základě průměrného hodnocení, počtu citací a nespočtu rozdílných děl. Jeho nejčastěji citovaný výzkumný článek, který napsal společně s držitelem Nobelovy pamětní ceny za ekonomii Douglassem C. Northem v roce 1989, analyzuje vývoj ústavních opatření v Anglii v 17. století před Slavnou revolucí, která proběhla v roce 1688. Předpokládá, že na základě důkazů z kapitálových trhů, nové instituce umožnily vládě se zavázat k ochraně vlastnických práv. Mezi další důležité výzkumné ekonomické příspěvky Weingasta patří následující:
- vysvětlení neefektivnosti tzv. „pork barrel politics“ (politiky vepřového sudu) založené na teorii veřejné volby, ve které rozdíl mezi ekonomickými a politickými definicemi nákladů a přínosů, mechanismy rozdělování a financování projektů, prostřednictvím všeobecného zdanění systematicky zkreslují veřejná rozhodnutí ve prospěch neefektivně velkých projektů;
- zkoumání principů politické kontroly byrokratických rozhodnutí prostřednictvím administrativních postupů a „dohledu“ (monitorování, odměňování a trestání byrokratického chování), což předpokládá, že účelem podstatných částí správního práva je podoba zachování politické kontroly nad tvorbou politiky;
- na základě interpretace historických důkazů podle principu tzv. opakované hry, došel k závěru, že středověké obchodní cechy vytvořením obchodních vztahů a zajištěním majetkových práv obchodníků, umožnily vůdcům historických obchodních center bezpečný obchod se zahraničním trhem;
- interpretace federalismu jako vládního řešení státu, který tím, že decentralizuje informace a autority, jakožto i prostřednictvím interdisciplinární soutěže, zachovává obchodní pobídky a předchází možným ekonomickým neúspěchům a kompromisům v budoucnosti.

Weigastova nejnovější práce zahrnuje: ústřední roli násilí v politické ekonomice rozvoje (s Garym W. Coxem a Northem); politické a ústavní základy starověkých Athén (s Federicou Carugati a Josiahem Oberem)